# Динамічна ідентифікація типу
Динамічна ідентифікація типу (англ. Run-Time Type Identificator, RTTI) — механізм мов програмування, що дозволяє ідентифікувати тип об'єкта у процесі виконання програми.

## Функціональність у С++
Був доданий у мову С++ для підтримки об'єктно-орієнтованого програмування та  динамічного поліморфізму. Додаткові оператори приведення типів забезпечують безпечніший спосіб приведення. Цей механізм не був включений в початкову версію мови С++. RTTI був доданий згодом, у зв'язку з існуванням низки однотипних механізмів, що часто призводило до конфлікту версій бібліотек.
Для ідентифікації типу в С++ використовується оператор typeid визначений в заголовковому файлі <typeinfo>, або оператор dynamic_cast. 

### Синтаксис оператора typeid
Найчастіше він використовується так: 
```
typeid (object);
```

Тут object – об'єкт, тип якого ми хочемо ідентифікувати. Оператор typeid повертає вказівник на об'єкт типу type_info, який описує тип об'єкта. Клас type_info містить такі функції-члени:
```
bool operator
 == (
const
 
type_info
& ob);

bool operator
 != (
const
 
type_info
& ob);

bool
 before(
const
 
type_info
& ob);

const char
* name();
```

Перевантажені оператори “!=” і “==” дозволяють порівнювати типи. Оператор before повертає значення true, коли викликаючий об'єкт є предком об'єкта, використаного як параметр. Функція name() повертає вказівник на назву даного типу.

### Синтаксис оператора dynamic_cast
Основна стаття: Dynamic cast
```
dynamic_cast
<
newType
> (expression);
```

newType - вказівник, або посилання на існуючий тип, або void-вказівник.
expression - операнд, який приводиться до типу newType

#### Приклад
```
class
 
A
 {
virtual void
 f();};

class
 
B
 {
virtual void
 f();};

void
 f() 
{ 
	
A
* pa = 
new
 
A
;
	
B
* pb = 
new
 
B
;
	
void
* pv = 
dynamic_cast
<
void
*>(pa);
	
// pv now points to an object of type A

	pv = 
dynamic_cast
<
void
*>(pb);
	
// pv now points to an object of type B

}
```

## Delphi
Компілятор Delphi зберігає в вихідному файлі програми інформацію про всі класи, які використовуються в ній. При створенні будь-якого об'єкта в пам'яті перед ним створюється заголовок, в якому є вказівник на клас цього об'єкта. Оператор is дозволяє перевірити, чи є об'єкт або тип похідним від певного типу, а оператор as є аналогом dynamic_cast в C++.
Заголовки об'єктів — також неявно — використовуються для автоматичного керування пам'яттю.

## C#
В C# для визначення типу об'єкта під час виконання використовується метод GetType, а також ключові слова is і as, які є аналогами для typeid і dynamic_cast в C++ відповідно.

## Java
В Java тип об'єкта може бути одержаним за допомогою методу getClass(), оголошеного в класі java.lang.Object і тому реалізованого кожним класом. Для перевірки належності об'єкта певному типу використовується оператор instanceof, аналогом dynamic_cast з C++ є оператор приведення типу, який у випадку невідповідності типів викидає виняток ClassCastException.
На рівні байт-коду виклику методу клас записується, як і виклик будь-якого іншого методу, за допомогою опкоду invokevirtual. Для перевірки можливості приведення об'єкта до типу використовуються опкоди instanceof и checkcast.

## Perl
В Perl тип об'єкта може бути ідентифікованим за допомогою функції blessed(), яка  є частиною CPAN-модуля Scalar::Util. Функція приймає вказівник на об'єкт (blessed hash чи аналог) і повертає скаляр, який зберігає ім'я класу.